# Млинцева крига

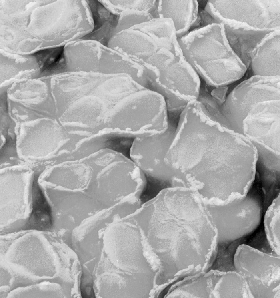
Млинцевий лід

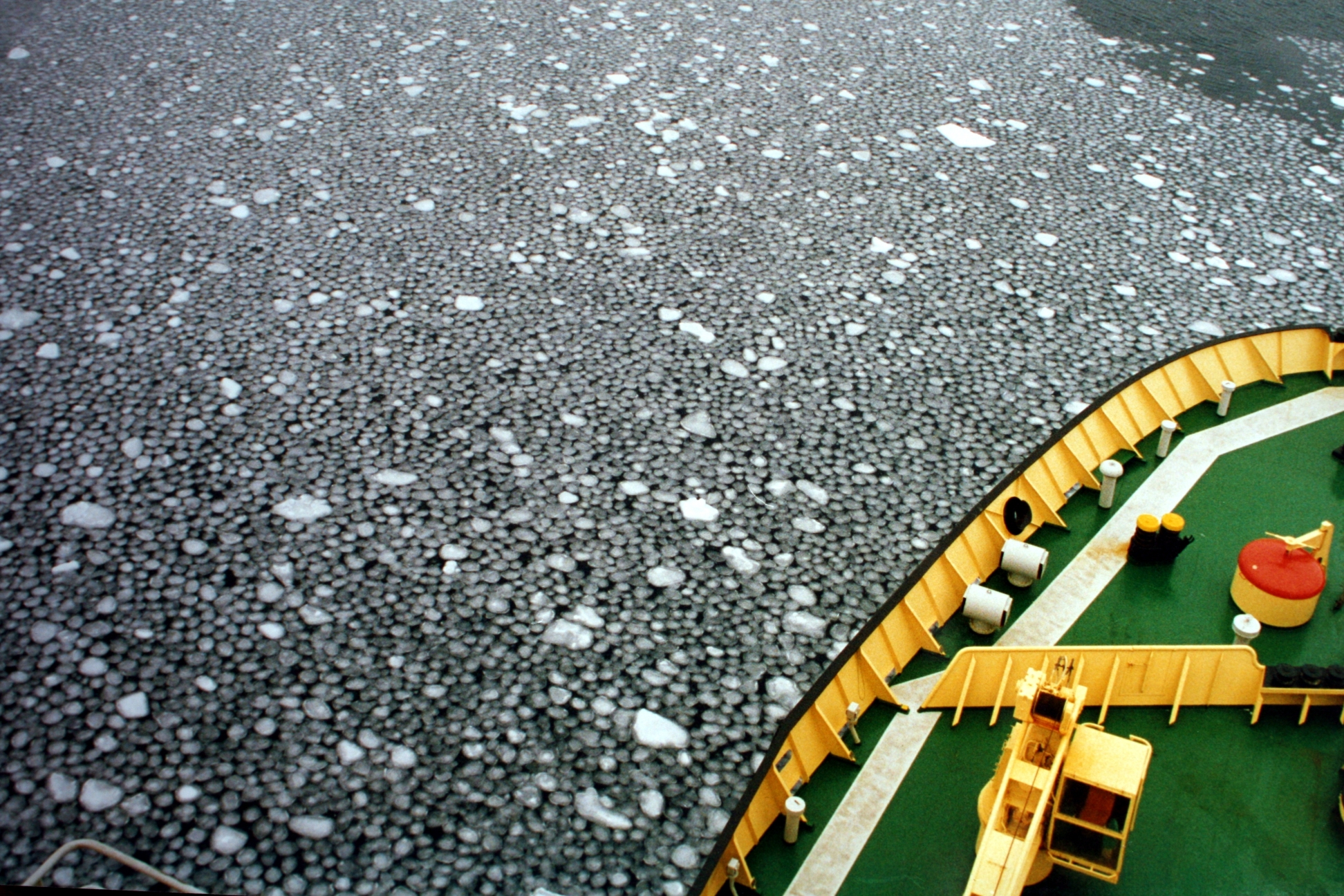
Млинцевий лід в морі Росса

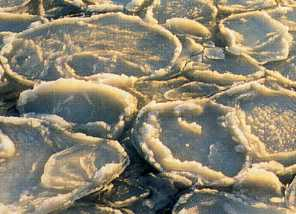
Млинцевий лід в західній частині Балтійського моря

Млинцевий лід, млинцева крига[джерело?] — форма льоду, що складається з круглих льодових шматочків діаметром від 30 см до 12 м залежно від місцевих умов, що впливають на утворення льоду. Він може мати товщину до 10 см . Млинцевий лід має підняті ободки які виникають, як завдяки випадковому натисканню один на одного, так і через періодичні стиснення на хвилевих хвилях. Ці ободи є першою ознакою настання формування млинового льоду з менш консолідованих форм льоду. 
Млинцевий лід може бути сформований двома способами. Це може бути сформовано на воді, покритій певною мірою сльотою, шугою або крижаним салом. Альтернативно, така крига  може бути створена шляхом розбивання льодової кірки, морського льоду або навіть сірого льоду в умовах хвилювання.

## Зовнішні посилання
- Визначення млинцевого льоду з канадської льодової служби
- Великий "льодовий млин" утворився на холодній річці в Braemar [Архівовано 3 лютого 2019 у Wayback Machine.] BBC News